# Roßkampffstraße 4 (Heilbronn)

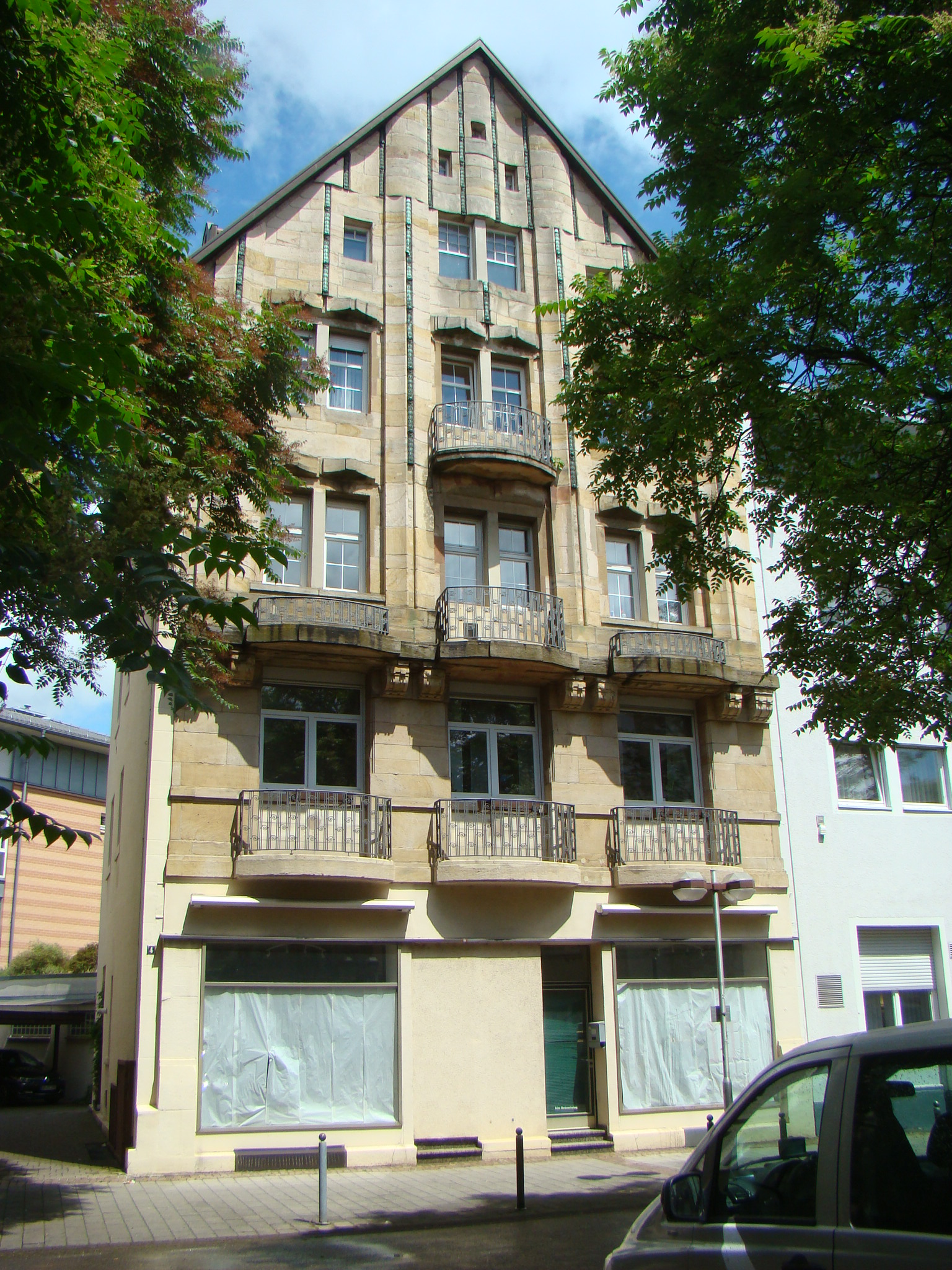
Roßkampffstraße 4 in Heilbronn

Erste Verwendung der Fassade in der Kaiserstraße 46 in Heilbronn von 1907 bis 1913

Das Haus Roßkampffstraße 4 in Heilbronn ist ein denkmalgeschütztes Gebäude, dessen Jugendstil-Fassade sich zuvor an einem anderen Haus an der Heilbronner Kaiserstraße befand.

## Beschreibung
Das Mietshaus an der Roßkampffstraße 4 in Heilbronn ist eines der wenigen erhaltenen Gebäude der Stadt, die im Jugendstil gebaut wurden. Das Gebäude wurde für Johann Kunz im Jahre 1913 von Adolf Braunwald errichtet. Die siebenachsige Fassade des Gebäudes mit gewellten vertikalen Bändern und kleinen ebenfalls gewellten Balkonvorsprüngen war ursprünglich für das 1907 errichtete Gebäude des Kunsthändlers Heinrich Grünwald in der Heilbronner Kaiserstraße 46 nach Plänen der Architekten Emil Beutinger und Adolf Steiner geschaffen worden. Als dieses Gebäude 1913, nur wenige Jahre nach seiner Entstehung, umgebaut und mit dem Nachbargebäude Nr. 48 vereint wurde, hat man die aufwändige Fassade nicht zerstört, sondern sie am Neubauprojekt in der Roßkampffstraße wiederverwendet.
Vor der Zerstörung beim Luftangriff auf Heilbronn am 4. Dezember 1944 war das Gebäude doppelt so breit und reichte bis zur Ecke Olga-/Roßkampffstraße. Heute steht nur noch der Hauptgiebel des Jugendstilgebäudes.